# 헤로니모 델 캄포
헤로니모 빅토르 델 캄포 렝과스(스페인어: Gerónimo Víctor del Campo Lenguas; 1902년 9월 30일, 마드리드 주 산 로렌소 데 엘 에스코리알 ~ 1967년 9월 8일)는 스페인의 전 축구 선수이다. 그는 1923년에 스페인 국가대표팀 경기에 1경기 출전했으며, 1924년에 스페인 선수단 일원으로 1924년 하계 올림픽에 참가했었다.